# Bí thư sở
Bí thư sở (秘書所, Palace Library Office) là một trong 4 sở Nội các (Bí thư sở, Bản chương sở, Ty luân sở, Thượng bảo sở) thời Nguyễn Thiệu trị trở về sau. Tiền thân là Bí thư tào thời Minh Mạng, Bí thư sở coi giữ việc chép các thơ văn ngự chế, bảo quản các văn bản quan trọng như công văn bang giao với các nước, bản đồ quốc gia, các thư tịch công.